# 约翰尼斯基兴
约翰尼斯基兴是德国巴伐利亚州的一个市镇。总面积40.60平方公里，总人口2444人，其中男性1239人，女性1205人（2011年12月31日），人口密度60人/平方公里。